# Anemia smithii
Anemia smithii är en ormbunkeart som beskrevs av Alexander Curt Brade. Anemia smithii ingår i släktet Anemia och familjen Anemiaceae. Inga underarter finns listade.